# María Mercedes Cagigas Amedo
María Mercedes Cagigas Amedo (Colindres, 11 d'agost de 1972) va ser una ciclista espanyola. Va competir als Jocs de Sydney en la prova en ruta.
És germana del també ciclista Matías Cagigas.

## Palmarès
- 1996
  -  Campiona d'Espanya júnior en ruta
- 1997
  - 3a al Campionat del món júnior en contrarellotge
  -  Campiona d'Espanya júnior en ruta
  -  Campiona d'Espanya júnior en contrarellotge